# Framwellgate Moor
Framwellgate Moor – wieś i civil parish w Anglii, w hrabstwie Durham. W 2011 roku civil parish liczyła 6112 mieszkańców.